# HMS V1
Pour les articles homonymes, voir V1.
Le HMS V1 est un sous-marin britannique de classe V construit pour la Royal Navy par Vickers à Barrow-in-Furness. Sa quille est posée en novembre 1912, il a été lancé le 23 juillet 1914 et terminé en mai 1915. Le HMS V1 a été vendu en novembre 1921.